# Platysteira peltata
Platysteira peltata е вид птица от семейство Platysteiridae.

## Разпространение
Видът е разпространен в Ангола, Ботсвана, Бурунди, Замбия, Зимбабве, Демократична република Конго, Кения, Малави, Мозамбик, Руанда, Сомалия, Танзания, Уганда и Южна Африка.